# Oxyethira rachanee
Oxyethira rachanee är en nattsländeart som beskrevs av Chantaramongkol och Malicky 1986. Oxyethira rachanee ingår i släktet Oxyethira och familjen smånattsländor. Inga underarter finns listade i Catalogue of Life.